# Алагуева, Виктория Петровна
Викто́рия Петро́вна Алагу́ева (род. 20 июля 1964 года, Ангарск, РСФСР, СССР) — бурятская писательница, поэтесса, художница. Лауреат республиканского конкурса «Лучшие люди Бурятии — 2007», лауреат премии «Свободный художник». Победитель проведённого Министерством культуры Республики Бурятия конкурса «Книга года Бурятии — 2021» в номинации «Лучшее полиграфическое исполнение издания».

## Биография
Родилась 20 июля 1964 года в г. Ангарск. Окончила Иркутское училище искусств, художница-оформитель, работала в Усть-Орде, Ангарске, Иркутске, Братске, Улан-Удэ. В 2001 г. вышла первая книга — «Доржо, покоритель небес». Почти сразу за ним последовал сборник стихов «Через океан». Затем последовали самые известные книги писательницы — серия «Детям о родной земле».

## «Детям о родной земле»
Первой книгой в серии стала «Золотая книга о бурятах», выпущенная в 2006 г. Это — энциклопедия для детей младшего и среднего школьного возраста, в которой понятным детям простым языком рассказывается об истории и традициях родного края — Бурятии. Виктория Алагуева стала не только автором, но и иллюстратором книги. Вскоре после её выхода, в 2007 году Виктория Петровна стала лауреатом конкурса «Лучшие люди Бурятии — 2007». Позже книгу перевели на бурятский язык, её название на нём — «Буряадууд тухай алтан ном».
Вторая книга, «Алмазная книга о бурятах», вышла в 2007 году. Если «Золотая книга» рассказывала больше о материальной культуре бурят, то «Алмазная» почти всё внимание уделяет духовной культуре бурят, рассказывая о традиционных верованиях, шаманизме, духах, буддизме языком, близким к людям. Так же, как и в первой книге серии, иллюстрации были выполнены автором.
Продолжила серию книга вышедшая в 2008 году «Учение Будды для детей». В ней рассказывается о жизни Будды, о его учении. В этой книге, как и во всей серии, повествование ведётся в необычной форме — мальчик расспрашивает бабушку о том, что такое счастье, человек и мир. Также многие смогут узнать о таких понятиях, как карма, нирвана, закон рода.
В том же году вышел «Ключик» — книга для дошкольников, направленная на изучение бурятского алфавита.
Сборник стихов и рассказов «Будда в сердце моём», также вышедший в 2008 г. — художественное произведение, где в сказочное путешествие отправляется маленькая девочка, с которой Виктория Алагуева себя отождествляет.
В 2010 году вышла следующая книга серии — «Серебряная книга о бурятах». Она посвящена празднику Белого месяца, родам, племенам бурят и их культуре — как материальной, так и духовной.
Следующая книга Виктории Алагуевой — «Бронзовая книга о бурятах» — была написана в соавторстве с её старшим сыном Петром в 2014 году. В ней рассказывается о предках и прародителях бурятского народа. Сын Виктории Пётр (студент ВСГУТУ на момент публикации книги) помог благодаря знанию истории Азии, которую изучал самостоятельно. Шестой книгой серии «Детям о родной земле» Виктории Алагуевой является «Белая книга о бурятах», выпущенная в 2015 году. В ней автор рассказывает о многочисленных божествах Бурятии, вера в которых составляет самую суть бурятского народа, его духовный стержень. Седьмая книга серии была выпущена в 2020 году: книга «Вселенная бурятских мифов» рассказывала о самых известных мифах бурят-монголов, сказках и легендах, уникальных традициях кочевников.
Вышедшая в 2021 году книга «Удивительные подвиги Гэсэра» стала восьмой в серии «Детям о родной земле» и была презентована в рамках XXVI Книжного салона Республики Бурятия, проводимого Министерством культуры Республики Бурятия. Книга победила в проводимом в рамках Книжного салона конкурсе «Книга года Бурятии — 2021» в номинации «Лучшее полиграфическое исполнение издания».
В 2017 году Виктория Алагуева начала новую серию книг «Уроки бабушки Этуген», первой из которых стала книга «Древо жизни», рассказывающая читателям об уважении к деревьям и лесу в традициях бурятского народа. Серию продолжила книга «Святая гора», рассказывающая о значении гор в культуре бурят.
Свои книги она всегда редактирует с помощью своих двоих сыновей — они, по её словам, помогают ей лучше адаптировать книги для детского восприятия.

## Другие работы
Виктория Алагуева выступала как художница-иллюстратор в следующих книгах:
1. Тушемилов П. М. «Абай Гэсэр» — Улан-Удэ: Издательство Бурятского государственного университета, 2000[27][28]
2. Гармаев В. Б. «Десятый рабджун» — Улан-Удэ: Бурятское книжное издательство, 2001[29]
3. Могоева Д. Д. «Амар сайн, үхибүүд!» — Улан-Удэ: Бэлиг, 2002[30]
4. Дугаров Э. Ч. «Отправляясь в дальний путь…» — Улан-Удэ: Бурятское книжное издательство, 2004[31].
5. Нанзатова Э. П. «Эрдэни» — Улан-Удэ: Бэлиг, 2012[источник не указан 4698 дней].

### Детям о родной земле
- «Золотая книга о бурятах» (Улан-Удэ, 2006[33])
- «Алмазная книга о бурятах»[35] (Улан-Удэ, 2007[33])
- «Учение Будды для детей» (Улан-Удэ, 2008[33])
- «Серебряная книга о бурятах» (Улан-Удэ, 2010)
- «Бронзовая книга о бурятах» (Улан-Удэ, 2014) — в соавторстве с Петром Алагуевым
- «Белая книга о бурятах» (Улан-Удэ, 2015)[21]
- «Вселенная бурятских мифов» (Улан-Удэ, 2020)[36]
- «Удивительные подвиги Гэсэра» (Улан-Удэ, 2021)

### Уроки бабушки Этуген
- «Древо жизни» (Улан-Удэ, 2017)
- «Святая гора» (Улан-Удэ, 2018)